# Duvall (Familienname)
Duvall oder DuVall ist ein englischer, ursprünglich französischer Familienname.

## Namensträger
- Carol Duvall (1926–2023), US-amerikanische Fernsehmoderatorin
- Clea DuVall (* 1977), US-amerikanische Schauspielerin
- Gabriel Duvall (1752–1844), US-amerikanischer Jurist
- Jacques Duvall (* 1952), belgischer Sänger und Liedtexter
- Justin DuVall (1951–2021), US-amerikanischer Erzabt
- Raymond Duvall, US-amerikanischer Politikwissenschaftler
- Robert Duvall (* 1931), US-amerikanischer Schauspieler
- Samuel Duvall (1836–1908), US-amerikanischer Bogenschütze
- Shelley Duvall (1949–2024), US-amerikanische Film- und Fernsehschauspielerin
- Vince Duvall, US-amerikanischer Schauspieler, Drehbuchautor und Kurzfilmproduzent
- Wayne Duvall (* 1958), US-amerikanischer Schauspieler
- William DuVall (* 1967), US-amerikanischer Rocksänger
- William Duvall (1903–1984), US-amerikanischer Offizier